# Oorzakelijkheid
Oorzakelijkheid of causaliteit is het directe verband tussen een oorzaak en een gevolg. Een waargenomen gebeurtenis is daarbij altijd het gevolg van een oorzaak die eraan voorafgaat. De vraag naar oorzaken doemt meestal op bij veranderingen in de verwachte loop van gebeurtenissen of als er zich plotseling een onverwacht verschijnsel voordoet. De oorzaak ligt in praktische en wetenschappelijke context altijd in het verleden. Een oorzaak wordt moeilijker te achterhalen naarmate de waarschijnlijke oorzaak langer geleden is.
Er kan onderscheid gemaakt worden tussen twee categorieën:
- De relatie tussen oorzaak en gevolg is een natuurlijk proces (event causation), meestal te verklaren via de ons bekende natuurwetten, maar vaak ook door een toevallige samenloop van omstandigheden (bv. verstoring van evenwicht, weersomstandigheden, natuurrampen, etc.). Deze relatie speelt een belangrijke rol in de natuurwetenschappen.
- De relatie wordt bepaald door een doelgerichte actie (agent causation) of de intentionaliteit van iets of iemand . Dit is een kenmerk van alle levende wezens die immers doelgericht handelen, soms met behulp van artefacten. Deze relatie speelt een belangrijke rol in de biologie, sociale wetenschappen en het strafrecht. Of dit een fundamentele andere vorm van causaliteit is bestaan verschillende opvattingen;[2].

Het verschil tussen beide categorieën is te karakteriseren door middel van het gebruik van de woorden "doordat" en "omdat" bij een oorzakelijke verklaring van een verschijnsel: "doordat" verwijst naar een oorzaak in het verleden, "omdat" verwijst naar een motief of doel dat in de toekomst ligt.

## Formele definitie
Twee gebeurtenissen {\displaystyle A(t)} en {\displaystyle B(t')} waarbij {\displaystyle t'>t} hebben een causale relatie indien {\displaystyle B(t')} niet gebeurd zou zijn als {\displaystyle A(t)}) niet gebeurd zou zijn. Dus {\displaystyle A(t)}→ {\displaystyle B(t')} d.e.s.d. als ¬{\displaystyle A(t)} → ¬{\displaystyle B(t')}.
Probleem is echter dat dit laatste nooit te bewijzen valt als het een eenmalige gebeurtenis is omdat {\displaystyle A(t)} immers in het verleden ligt. Dit geldt met name als {\displaystyle A(t)}  een toevallige samenloop van omstandigheden is. Alleen als {\displaystyle A(t)} ook op een later tijdstip reproduceerbaar is kan er een redelijk solide bewijs geleverd worden.
Er doen zich dan verschillende gevallen voor:
- {\displaystyle B} supervenieert over {\displaystyle A}, d.w.z. {\displaystyle A} is een noodzakelijke (maar wellicht niet voldoende) voorwaarde voor het veroorzaken van {\displaystyle B}.
- {\displaystyle A} determineert {\displaystyle B}, in dat geval is {\displaystyle A} noodzakelijk èn voldoende om {\displaystyle B} te veroorzaken.
- {\displaystyle A} is een doeloorzaak van {\displaystyle B}, d.w.z. {\displaystyle A} heeft als doel om {\displaystyle B} te realiseren - er is dus sprake van opzet. Ook dan is het echter niet zeker of {\displaystyle B} als gevolg bereikt zal worden: {\displaystyle A} heeft immers alleen maar de intentie om {\displaystyle B} te veroorzaken, zonder garantie op succes. Er is ook geen sprake van superveniëntie (vb.: het is niet zeker dat als een van de moordaanslagen op Hitler geslaagd zou zijn, er ook geen WOII gevolgd zou zijn). Dat roept de vraag op of die intentie van {\displaystyle A} eigenlijk wel een wezenlijk kenmerk van {\displaystyle A} is: als {\displaystyle A} bv. een levend wezen is die door een toevallige mutatie een eigenschap heeft gekregen waardoor hij een grotere overlevingskans heeft, dan is die conclusie alleen achteraf vast te stellen en is boven sterk afhankelijk van de toevallige omstandigheden waarin {\displaystyle A} moet zien te overleven. Indien de overleving succesvol is dan kun je de functionaliteit van die mutatie wel als doeloorzaak aanmerken, maar dat is wel een subjectief oordeel dat je alleen achteraf kunt vaststellen[3].

## Filosofische beschouwing
Over de realiteit van het causaal verband bestaan verschillende opvattingen. Extreme empiristen beschouwen de causaliteit slechts als een product van het menselijk verstand, of van de menselijke inbeelding, voor de meeste filosofen zijn causale verbanden echter een realiteit.

### Filosofisch
- De oudste causaliteitstheorie stamt van Aristoteles; zie aldaar.
- Rationalistische filosofen zoals Descartes zagen causaliteit in de logische relatie tussen premissen en conclusies. Tegenwoordig heeft dit rationalistisch standpunt vooral plaats in natuurwetenschappelijke kringen met de veronderstelling dat de oorzaak van een verschijnsel de natuurwet is volgens welke het plaatsvindt. Voorbeeld: De Tweede Wet van Newton F = m * a (kracht = massa maal versnelling) zegt dat bij het waarnemen van twee van de grootheden, in de situaties waarop deze wet van toepassing is, altijd de derde volgens deze formule wordt waargenomen. In deze wet is echter al sprake van een complicatie. Hier wordt slechts de gelijkwaardige relatie van grootheden uitgebeeld, geen oorzaak en gevolg, en de wet zegt niet dat versnelling het gevolg is van een kracht (hiermee wordt niet bedoeld dat versnelling zonder kracht kan bestaan).
- Hume veronderstelde als empirist dat het idee van een causaal verband volgt uit de observatie dat het ene verschijnsel altijd gevolgd wordt door het andere. Twee verschijnselen worden zo in gedachten geassocieerd, als het ene optreedt, wordt het andere verwacht. Met dit associatieverband verklaarde Hume het gevoel van noodzakelijkheid dat voor ons met causaliteit verbonden is. In werkelijkheid, zo stelt Hume, is causaliteit niets anders dan constante opeenvolging. Immanuel Kant knoopte met deze opvatting aan en stelde dat het begrip causaliteit a priori moest zijn. John Stuart Mill voerde veranderingen in de empiristische theorie door. Bij hem werd het begrip oorzaak het totaal van alle omstandigheden die nodig zijn voor het optreden van een verschijnsel.
- In de 20e eeuw zijn ten opzichte van causaliteit in filosofisch opzicht geen oorspronkelijke gedachten naar voren gebracht. Een compromis vormde het positivistisch standpunt dat erop neerkwam dat we alleen daar met causaliteit te maken hebben waar natuurwetten gelden. Drukt een natuurwet een constante opeenvolging uit, dan geldt de empiristische uitleg; drukt een natuurwet functionele afhankelijkheid van grootheden uit, dan geldt de rationalistische uitleg.

### Boeddhisme
Oorzakelijkheid neemt een belangrijke plaats in in het boeddhisme; oorzakelijkheid werd door Boeddha gebruikt om tot een juist begrip van de werkelijkheid te komen. Hij ging hierbij niet uit van een schepper  of god, maar van de oorzakelijkheid van hetgeen zich in het hier en nu manifesteert.
Een belangrijke boeddhistische lering waarin oorzakelijkheid centraal staat is de lering van het afhankelijk ontstaan. De lering van het afhankelijk ontstaan behandelt zowel het algemene principe van oorzakelijkheid, als een meer specifieke oorzakelijkheid gericht op het ontstaan van of de oorzaak van het lijden. Ook de lering van de Vier Nobele Waarheden beziet het lijden in termen van oorzaak en gevolg. In de lering van nu-causaliteit wordt het principe van oorzakelijkheid volstrekt in het hier en nu toegepast.

## Wetenschappelijke betekenis
Bij het toetsen van een verklarende hypothese is het belangrijk dat de oorzaak en het gevolg daadwerkelijk samenhangen. Een bekend voorbeeld is het volgende: In de periode 1960–1980 nam het aantal geboorten in Duitsland af. In dezelfde periode nam ook het aantal ooievaars in Duitsland af, terwijl de teelt van rodekool gelijk bleef. Hypothese: de ooievaarsstand neemt af, daardoor kunnen ze minder kinderen langs brengen.
Er is hier wel sprake van een statistisch verband: het aantal geboorten daalt en het aantal ooievaars daalt. Maar aangezien kinderen niet door de ooievaar gebracht worden is er geen causaal verband. De hypothese moet dan ook verworpen worden.
Een betere hypothese zou zijn dat de pil in die periode geïntroduceerd werd zodat een betere anticonceptie mogelijk werd. Er is tenslotte wel een causaal verband tussen anticonceptie en geboorten.

### Onzekerheid en wederkerigheid
Als de causale richting onzeker is, wordt vaak van een kip-en-ei-probleem gesproken. Dat is echter onjuist. De metafoor van de kip en het ei verwijst naar wederkerige causaliteit. Die heeft niet zoveel met onzekerheid te maken. Onzekerheid is een eigenschap van de kennis (over de oorzakelijkheid) van de onderzoeker. Wederkerigheid is een eigenschap van het onderzochte oorzakelijke verband zelf.
Bovendien hoeft wederkerigheid geen probleem te zijn, maar voor zover de wederkerigheid verwarring sticht, levert deze wel een kennisprobleem op. Psychosomatische klachten vormen een voorbeeld van wederkerige causaliteit: mensen met geestelijke problemen kunnen lichamelijke reacties krijgen, die op hun beurt weer tot een verergering van de geestelijke problemen leiden of tot nieuwe geestelijke problemen. Als die wederkerigheid niet onderkend wordt, zou van een verklaringsprobleem gesproken kunnen worden.

### Voorwaarden voor causaliteit
In het algemeen moet aan drie voorwaarden voldaan worden voordat over causaliteit gesproken kan worden:
- covariantie of correlatie: beide variabelen veranderen altijd samen
- de oorzaak komt voor het gevolg voor elke waarnemer, waarbij er dan een tijdsverband is
- eliminatie van alternatieve hypothesen: geen derde variabelen, zoals moderators of mediators

### Sociale wetenschappen
De bijdrage van Robert K. Merton, een vooraanstaand socioloog, vormde een belangrijke mijlpaal in de evolutie van het denken over mechanismen. Theorie en empirie moesten volgens Merton met elkaar verbonden zijn. Hij stelde dat dit het best te bewerkstelligen was door mechanismen als fundamenten van sociologische theorieën te beschouwen. Een goede, toetsbare theorie moet kunnen verklaren hoe de oorzaak nu juist tot het gevolg leidt. De beste manier om dat te doen is, aldus Merton, via de theorie van middelbare reikwijdte.
Met betrekking tot de sociale wetenschappen identificeert criminoloog P.O. Wikström drie soorten causale mechanismen:
- sociale mechanismen, die verklaren hoe sociale condities tot een bepaald gevolg leiden. Hier kan het invloedrijke werk Le Suicide van Durkheim (1897–1951) als voorbeeld dienen. Hij zocht, zonder daarbij al de term causaal mechanisme te gebruiken, naar het effect van de balans tussen individu en groep op het zelfmoordcijfer. Uiteindelijk benoemde hij de verzwakking van de band tussen het individu en de samenleving (een gebrek aan integratie) als interveniërend proces
- situationele mechanismen, die verklaren hoe oorzaak en gevolg zich binnen een bepaalde setting verhouden. Situaties kunnen er bijvoorbeeld toe leiden dat iemand die crimineel gedrag als handelingsoorzaak ziet (en dus een zekere geneigdheid heeft tot het stellen van crimineel gedrag) ook daadwerkelijk crimineel gedrag pleegt
- ontwikkelingsmechanismen, die verklaren waarom iets in een bepaalde fase van de levensloop gebeurt

## Juridische betekenis
Van belang is in hoeverre de gedraging van de een heeft bijgedragen in het ontstaan van schade bij een ander om te bepalen of er schadevergoedingsplicht bestaat.
Bij sommige gedragingen kan het zo zijn dat persoon 1 een handeling verricht, bijvoorbeeld met de auto uitwijken voor een dier dat plots de weg oversteekt en dat persoon 2 hier op reageert en daardoor schade veroorzaakt bij persoon 3. Moet persoon 1 of 2 de schade van persoon 3 vergoeden?

### Strafrechtelijke causaliteit
Oorzaak en gevolg zijn in het strafrecht verankerd in het leerstuk van de causaliteit. Deze volgt telkens uit de delictsomschrijving van de specifieke strafbaarstelling en werd in het verleden doorgaans door de rechter vastgesteld door gebruik te maken van bestaande (uit de filosofie afkomstige) theorieën.
Een van die theorieën is de conditio sine qua non. Volgens deze theorie geldt als oorzaak elke voorwaarde die niet kan worden weggedacht zonder dat daardoor ook het gevolg niet wegvalt. Bijvoorbeeld: een automobilist rijdt roekeloos een kruising op, ramt een fietser en die overlijdt vervolgens. De vraag is dan of men het roekeloze rijden niet kan wegdenken zonder dat daarmee ook de dood van de fietser wegvalt.
Een andere causaliteitstheorie is de causa proxima-theorie. Dan kijkt men naar de oorzaak die het dichtst bij het gevolg ligt. Deze theorie was een reactie op de conditio sine qua non-theorie, maar heeft in het strafrecht nooit veel invloed gehad. De theorie heeft in een paar arresten haar sporen achtergelaten, bijvoorbeeld het Slagkwikpijpjes-arrest en het Vader Versluis-arrest.
Dan is er nog de theorie van de redelijke voorzienbaarheid, ook wel de leer van de adequate veroorzaking of adequatieleer genoemd. Hier wordt onderscheid gemaakt tussen de objectieve voorzienbaarheid (wat naar algemene ervaringsregels redelijkerwijze te voorzien was) en de subjectieve voorzienbaarheid (wat de verdachte wist ten tijde van het plegen van een delict ). Arresten waarin het criterium van de redelijke voorzienbaarheid gehanteerd wordt, zijn: Etalageruit-arrest, Oosthuizense spoorwegovergang, overval bejaarde man, Eierschedel-arrest.
Het thans heersende causaliteitscriterium is dat van de redelijke toerekening. De Strafkamer van de Hoge Raad paste dit criterium voor het eerst toe in de Letale Longembolie-zaak uit 1978. De redelijke toerekening is afkomstig uit het privaatrecht, waar het door de civiele kamer van de Hoge Raad in HR 20 maart 1970,NJ 1970, 521 geïntroduceerd werd. Bij dit causaliteitsvraagstuk gaat om de vraag of er sprake is van een strafrechtelijk relevant oorzakelijk verband tussen de gedraging van de verdachte en het gevolg. Om de toerekening aan de verdachte redelijk te kunnen geschieden, is er een schema opgesteld:
1. Is er sprake van een conditio sine qua non?
2. Is de gedraging van de verdachte een relevant veroorzakende factor voor het gevolg? 
Deze eerste twee vragen moeten met ja beantwoord worden voor een redelijke toerekening en geven meestal niet veel moeilijkheden.
3. Zijn er indicatoren waardoor er mag worden aangenomen dat het gevolg redelijk is toe te rekenen aan de gedraging van de verdachte?
Hierbij moet gekeken worden naar het soort delict
Gaat het om een materieel opzetdelict? Dan wordt het gevolg al snel toegerekend, want wie een gevolg met opzet veroorzaakt, krijgt de toerekening ook aan zijn kiezen.
Gaat het om een culpoos gevolgsdelict? Hier moet gekeken worden naar de voorzienbaarheid. Was het gevolg te voorzien?
Gaat het om een geobjectiveerd gevolg als bijkomende voorwaarde voor strafbaarheid of een door het gevolg gekwalificeerd delict? Is de gedraging van de verdachte typische voor de delictsomschrijving?
4. Zijn er contra-indicatoren die relevant zijn bij het vaststellen van het causale verband? Hiervoor zijn 4 criteria die bijlangs gegaan moeten worden:
Wat was de aard en ernst van de gedraging in verhouding tot andere oorzaken die mede tot het gevolg hebben geleid?
Heeft de gedraging van de verdachte noodzakelijkerwijs geleid tot het gevolg?
Wat is het tijdsverloop tussen de gedraging van der verdachte en het gevolg?
Was het aantal tussenschakels zo groot of van dien aard dat ze afzonderlijk of opgeteld doorslaggevend waren?

De redelijke toerekening verschilt van de bestaande causaliteitstheorieën doordat het steeds nadere invulling behoeft door redengevende feiten en omstandigheden. Deze worden door de rechter ingevuld op basis van bijvoorbeeld het gedrag van de verdachte, de mate van schuld van de verdachte en de strekking van het delict. Daarnaast bieden de bestaande causaliteitstheorieën de rechter, in een meer algemene zin, steun om de redelijke toerekening mee in te kleuren.
Het voordeel van de redelijke toerekening is dat het ruimte geeft de causaliteit niet krampachtig onder één theorie te scharen. Hierin is ook de kritiek op de redelijke toerekening gelegen: het zou de rechter wellicht te veel ruimte kunnen bieden. Daarnaast is het een vaag criterium en wordt het ook weleens een cirkelredenering genoemd.
Enkele arresten waarin de redelijke toerekening toepassing vindt: Aortaperforatie (medische fout staat een redelijke toerekening niet in de weg), Letale longembolie (het optreden van een medische complicatie zoals longembolie staat redelijke toerekening niet in de weg), Niet-behandelde longinfectie (besluit van het slachtoffer om longinfectie niet te laten behandelen, staat redelijke toerekening niet in de weg, omdat de situatie waarin het slachtoffer zich gedwongen zag deze beslissing te nemen aan de dader te wijten is).